# Чаусове
Чау́сове — село в Україні, у Синюхинобрідській сільській громаді Первомайського району Миколаївської області. Населення становить 721 особу. 

## Географія
Село розташовано на лівому березі Південного Бугу, за 9 км на захід від міста Первомайська і залізничної станції Первомайськ-на-Бузі.

## Історія села
Чаусове засноване в першій половині XVIII ст. У 1905 р. в селі відбувся виступ селян проти поміщика під керівництвом П. Д. Скрипника. Після придушення виступу П. Д. Скрипник був заарештований і засуджений до страти.
На фронтах Німецько-радянської війни бився з ворогом 261 житель села; 42 воїни удостоєні урядових нагород, 160 — загинули в боях. У Чаусовому в 1956 р. встановлений пам'ятник воїнам-визволителям.
Орденами і медалями СРСР нагороджені 28 селян, в тому числі орденами Леніна і Жовтневої Революції — ланковий механізованої ланки з вирощування цукрового буряку А. С. Нетреба, орденом Леніна — бригадир тракторної бригади Г. І. Комарчук і пташник Е. А. Соловйова, а також бригадир рільничої бригади Д. С. Горбановський, доярки А. Д. Костенко і В. Д. Устянська. Доярка Устянська Галина Андріївна, нагороджена орденами Леніна, Трудового Червоного Прапора і Трудової Слави 3-го ступеня, була депутатом Верховної Ради Української РСР 8-го і 9-го скликань. Учитель Грушанський удостоєний ордена Леніна.

## Населення

### Мова
Розподіл населення за рідною мовою за даними перепису 2001 року:
| Мова       | Кількість | Відсоток |
| ---------- | --------- | -------- |
| українська | 645       | 89.45%   |
| російська  | 58        | 8.04%    |
| румунська  | 18        | 2.51%    |
| Усього     | 721       | 100%     |

## Економіка села
У Чаусові обробляється 3373 га сільськогосподарських угідь, в тому числі 3034 га орних земель, з них 614 га зрошуються. У господарстві вирощують озиму пшеницю, соняшник, цукровий буряк, розвинене м'ясо-молочне тваринництво.

## Освіта і культура
У селі є середня школа (212 учнів і 17 вчителів). Діють будинок культури із залом на 250 місць, дві бібліотеки з фондом 11,5 тис. книг, фельдшерсько-акушерський пункт, дитячий сад на 50 місць. Населення обслуговують два магазини, швацька майстерня, перукарня, відділення Укрпошти та Ощадбанку України. Водопровід — протяжністю 3 кілометри.